# Polove, Sosnîțea
Polove (în ucraineană Польове) este un sat în comuna Butivka din raionul Sosnîțea, regiunea Cernihiv, Ucraina.

## Demografie
Componența lingvistică a localității Polove
     Ucraineană (98,41%)
     Rusă (1,59%)
Conform recensământului din 2001, majoritatea populației localității Polove era vorbitoare de ucraineană (98,41%), existând în minoritate și vorbitori de rusă (1,59%).